# Alvis Stalwart
De Alvis Stalwart was een amfibievoertuig ontworpen voor het Britse leger. De truck was gemaakt door Alvis in Coventry. Het was een 6x6 voertuig dat wel een stootje kon hebben en dat ook nog eens drijft. De voertuigen vereisten veel onderhoud en begin jaren negentig werd de Stalwart van de sterkte afgevoerd.

## Beschrijving
De eerste versie van de Stalwart werd in 1959 gebouwd door Alvis. Van dit model zijn 140 exemplaren gebouwd. Het was de basis en het voertuig werd verder ontwikkeld om ook te kunnen varen; de tweede versie, Mark 2, was in productie tussen 1966-1971. Van de amfibie versie zijn meer dan 1.400 exemplaren gemaakt.
De Stalwart had aandrijving op alle wielen (6x6) en kon zich goed in moeilijk terrein bewegen. In het water kwam het voertuig vooruit dankzij waterjet aandrijving. De Stalwart Mark 2 had een maximale vaarsnelheid van bijna 10 kilometer per uur in geladen toestand. De bestuurderscabine had geen deuren; de chauffeur en twee passagiers kwamen binnen via het dakluik. De chauffeur zat in het midden van de cabine. Het laadgedeelte was 3,6 meter lang en 2,4 meter breed en het maximale laadvermogen was vastgesteld op 5 ton. Het maximale aanhanggewicht was 10 ton. De voertuigen waren aan de voorzijde voorzien van een lier.
Verschillende voertuigen werden voorzien van een hydraulische kraan. Dit voertuig werd vooral gebruikt voor het transport van munitie. Inclusief de kraan kwam het totaalgewicht uit op 15.600 kilogram. Er was verder ook een bergingsvoertuig versie.
De Rolls-Royce benzinemotor had acht cilinders met een totale inhoud van 6,5 liter. Het vermogen was 220 pk bij 3.000 toeren per minuut. Het benzineverbruik was met ruim 70 liter per 100 kilometer op de weg ongunstig. Met volle brandstoftanks, 455 liter, kon een afstand van 515 kilometer worden afgelegd. De motor en benzinetanks lagen onder het laadgedeelte van het voertuig. Deze locatie maakte het motoronderhoud moeilijk en het voertuig brandgevaarlijk.
De meeste Stalwart voertuigen zijn gebruikt door het Britse leger in Duitsland. Bescheiden aantallen zijn geëxporteerd naar Oostenrijk, Zweden en Zwitserland. Berliet in Frankrijk zou het voertuig in licentie gaan produceren, maar verder dan een prototype is dit project niet gekomen. De Stalwart werd begin jaren 90 uit de sterkte genomen.

## Trivia
Matchbox maakte een miniatuurversie van deze truck. De meest voorkomende versie is van British Petroleum.

## Naslagwerk
- (en)  Encyclopedia of the Modern British Army, auteur Terry Gander, 1980, ISBN 0 85059 435 9, blz 222